# Galeries Chagnon
Les Galeries Chagnon est un centre commercial à Lévis (Québec, Canada) qui a été nommé en honneur du maire de Lévis Vincent-F. Chagnon. Inauguré en août 1974, le centre compte maintenant une centaine de boutiques et services sur deux niveaux, avec une superficie de 497 652 pi2 (46 233 m2). Le centre commercial accueillait 4,8 millions de visiteurs en 2012.
On a augmenté le centre commercial en 1985 et l'a rénové en 2000 et 2006.
Il s'agit du centre commercial majeur sur la Rive-Sud de Québec. Les Galeries Chagnon était une propriété de Cadillac Fairview Corporation mais appartient maintenant à la société immobilière Westcliff.
Daniel Touchette est le directeur général des Galeries Chagnon depuis octobre 2017.